# Llanfair (Vale of Glamorgan)
Pour les articles homonymes, voir Llanfair.
Llanfair est une communauté du Vale of Glamorgan, au pays de Galles. Il est situé dans le centre du borough de comté, juste au sud de la ville de Cowbridge.
Elle comprend les villages et hameaux de St Hilary (en), Llandough (en), St Mary Church et The Herberts (en).

## Démographie
Au recensement de 2011, la communauté de Llanfair comptait 611 habitants.